# Microhyla okinavensis
Espèce
Synonymes
- Microhyla undulata Brown, 1902

Statut de conservation UICN

 LC  : Préoccupation mineure
Microhyla okinavensis est une espèce d'amphibiens de la famille des Microhylidae.

## Répartition
Cette espèce est endémique de l'archipel Nansei au Japon. Elle se rencontre sur Suwanose-jima, sur Kikai-shima, sur Amami-Ōshima, sur Tokunoshima, sur Yoronjima, sur Okinawa, sur Kume-jima, sur Miyako-jima, sur Ishigaki-jima et sur Iriomote-jima.

## Description
Dans sa description, Stejneger indique que cette espèce ressemble fortement à Microhyla fissipes mais s'en distingue par :
- des doigts non dilatés au sommet et distinctement palmés à leur base ;
- des tubercules métatarsiens assez grands.

## Étymologie
Son nom d'espèce, composé de okinav[a] et du suffixe latin -ensis, « qui vit dans, qui habite », lui a été donné en référence au lieu de sa découverte, l'île d'Okinawa.

## Publications originales
- Brown, 1902 : A collection of reptiles and batrachians from Borneo and the Loo Choo Islands. Proceedings of the Academy of Natural Sciences of Philadelphia, vol. 54, p. 175-186 (texte intégral).
- Stejneger, 1901 : Diagnoses of Eight New Batrachians and Reptiles from the Riu Kiu Archipelago, Japan. Proceedings of the Biological Society of Washington, vol. 14, p. 189-191 (texte intégral).